# Robert De Veen
Robert De Veen (Bruges, 26 gennaio 1886 – Bruges, 8 dicembre 1939) è stato un calciatore e allenatore di calcio belga.

## Carriera

### Giocatore
De Veen giocò tutta per la sua carriera con il Club Bruges. Con la Nazionale del Belgio segnò la prima tripletta nella storia della sua nazionale contro i Paesi Bassi, mentre in un'amichevole contro la Francia, vinta per 7-1 dai belgi, riuscì a segnare 5 gol.

### Allenatore
Nel 1932 iniziò la carriera di allenatore di De Veen nell'Olympique Lillinois, e successivamente fu anche il tecnico di Lens e Club Bruges.

## Palmarès

### Allenatore

#### Competizioni nazionali
- Campionato francese: 1

O. Lillois: 1932-1933